# Моко
Моко, или горная свинка, или скальная свинка (лат. Kerodon rupestris) — млекопитающее из семейства свинковых.

## Описание
Моко размером с морскую свинку, однако у него более длинные ноги. Масса тела составляет около 1 кг. Окрас шерсти верхней части тела серый, низ жёлто-коричневый.

## Распространение
Вид обитает на северо-востоке Бразилии в скалистых ландшафтах в штатах Минас-Жерайс, Баия и Пиауи.

## Образ жизни
В дневное время животное скрывается среди камней, а в вечернее время отправляется на поиски корма. Питается преимущественно листьями, влезая также на деревья.
Моко можно легко приручить, но как домашнее животное вид не популярен. Ценится также мясо животных.
Генетические исследования показали, что моко ближе к капибаре, чем к настоящим свинковым (Caviinae), поэтому вместе они относятся к подсемейству Hydrochoerinae.